# Pozuelos del Rey
Pozuelos del Rey es una localidad de la provincia de Palencia (Castilla y León, España) que pertenece al municipio de Villada, en la comarca de Tierra de Campos.

## Geografía
Situada a la margen derecha del río Sequillo, junto al Monte del Grajal. Confina con los pueblos de Villada, Villacarralón, Melgar de Arriba y Villelga.

## Historia
Sebastián Miñano lo describe a principios del siglo XIX como villa de señorío en el partido de Carrión, obispado de León, con alcalde ordinario, 47 vecinos, 168 habitantes, una parroquia y un pósito.
A la caída del Antiguo Régimen la localidad se constituye en municipio constitucional en el partido de Frechilla , conocido entonces como Pozuelos y que en el censo de 1842 contaba con 34 hogares y 177 vecinos. 
Pozuelos del Rey fue municipio independiente hasta 1976 en que se decretó su anexión al municipio de Villada.

## Geografía humana

### Demografía
| Gráfica de evolución demográfica de Pozuelos del Rey entre 1842 y 1970 |
| |
| Población de derecho según los censos de población del INE Población de hecho según los censos de población del INEEntre el censo de 1981 y el anterior, este municipio desaparece porque se integra en el municipio 34206 (Villada) |

Evolución de la población en el siglo XXI
| Gráfica de evolución demográfica de Pozuelos del Rey entre 2000 y 2020 |
|                                                                        |
| Población de derecho (2000-2020) según el padrón municipal del INE     |

## Lugares de interés
- Iglesia de Santiago Iglesia de Santiago

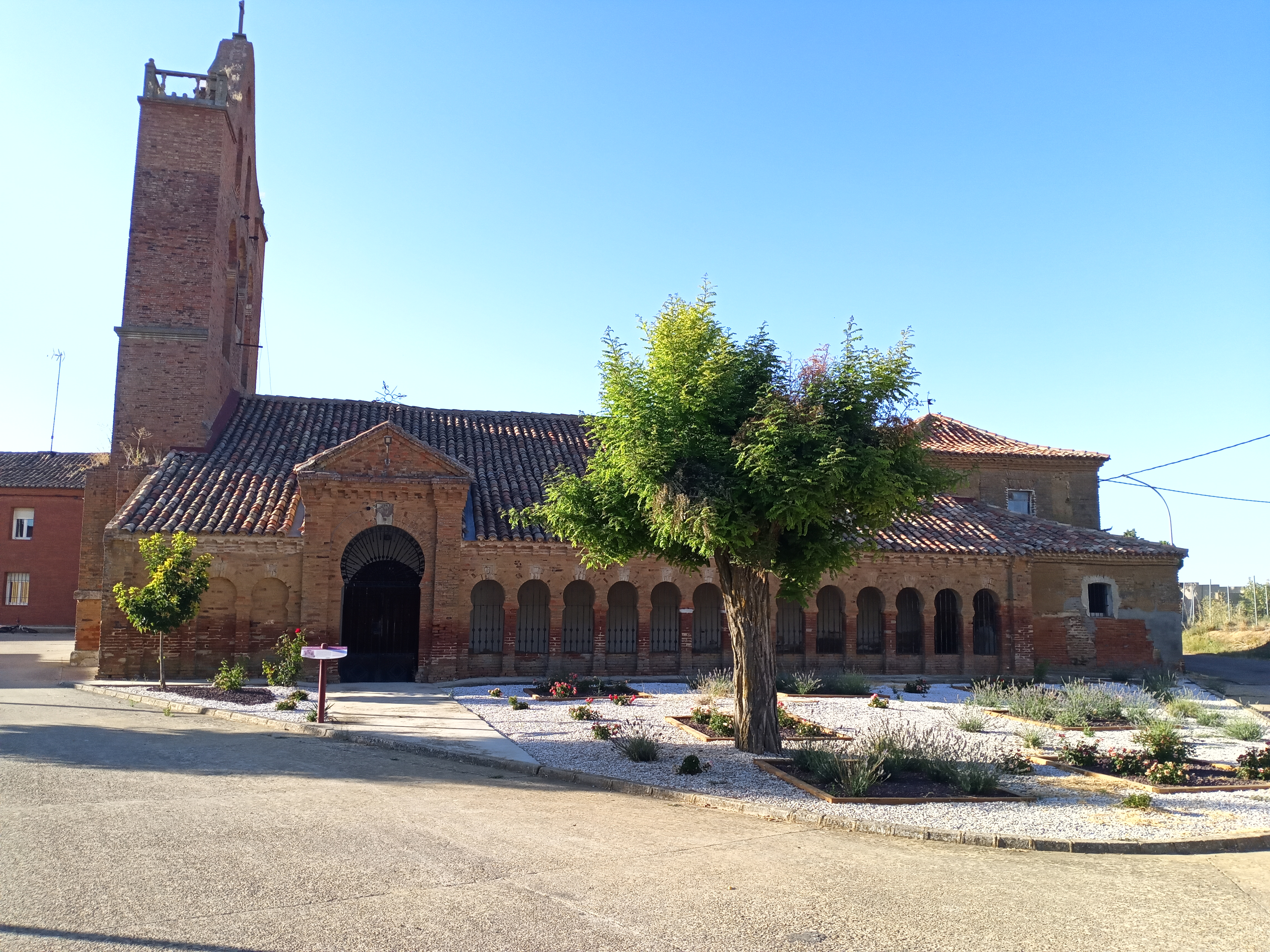
Iglesia de Santiago

- Bodegas típicas: a la entrada del pueblo

- Palomares

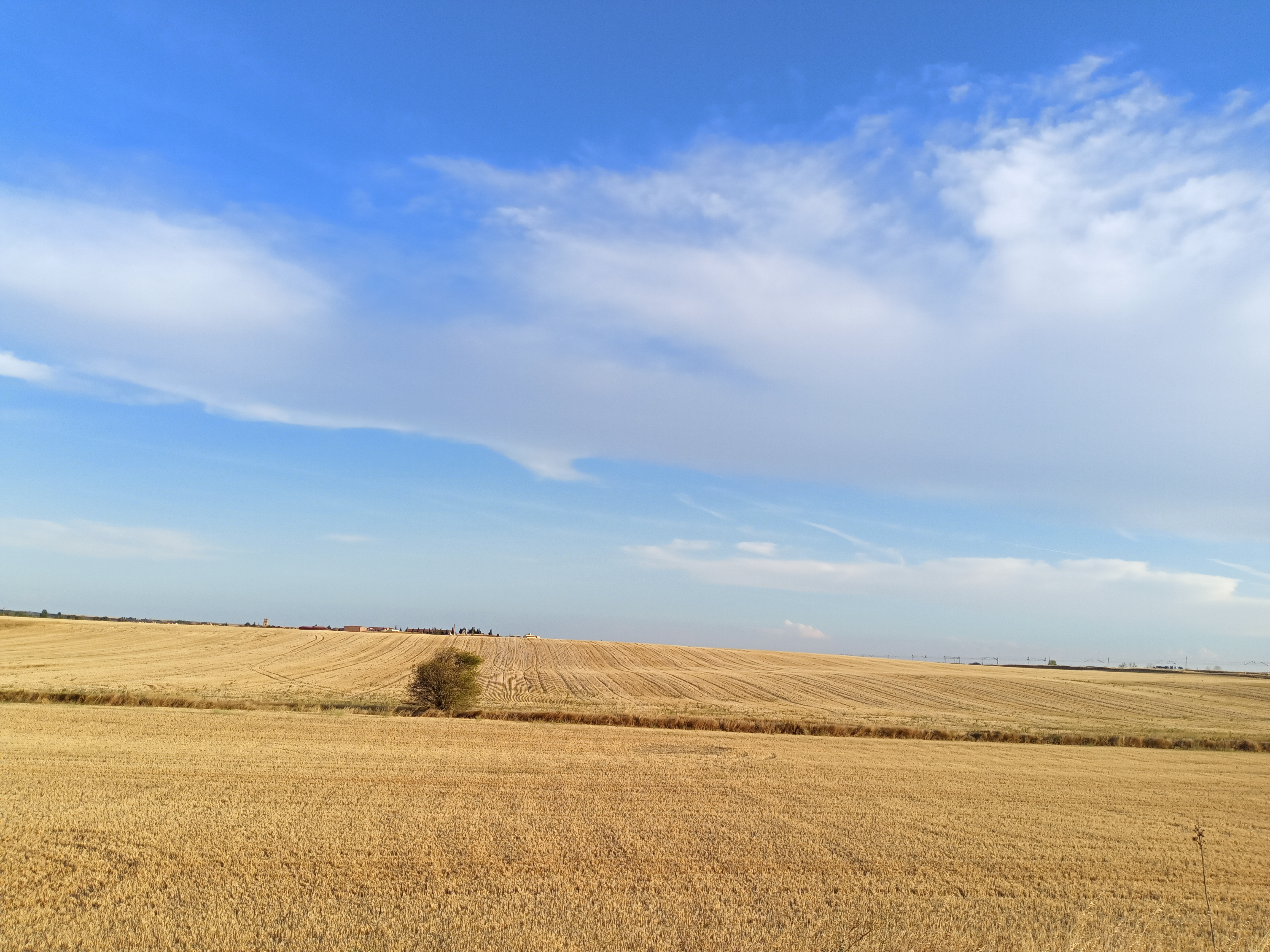
Vista desde las bodegas

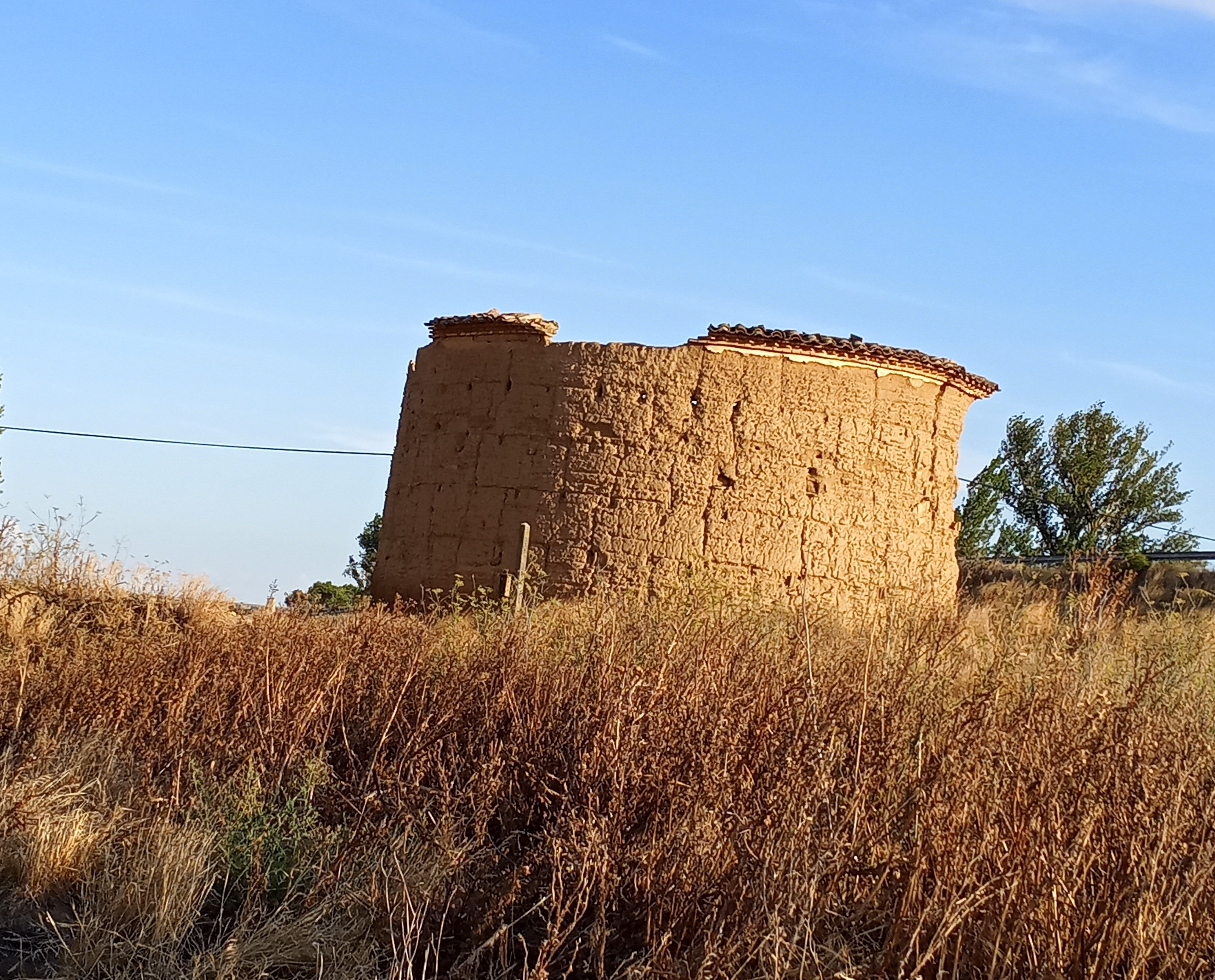
Palomar de Pozuelos del Rey

- Carretera al despoblado de Villacreces

## Fiestas
- San Gervasio y San Protasio: aunque originalmente la fiesta era el 19 de junio, se ha trasladado a julio (segundo sábado)

## Notas

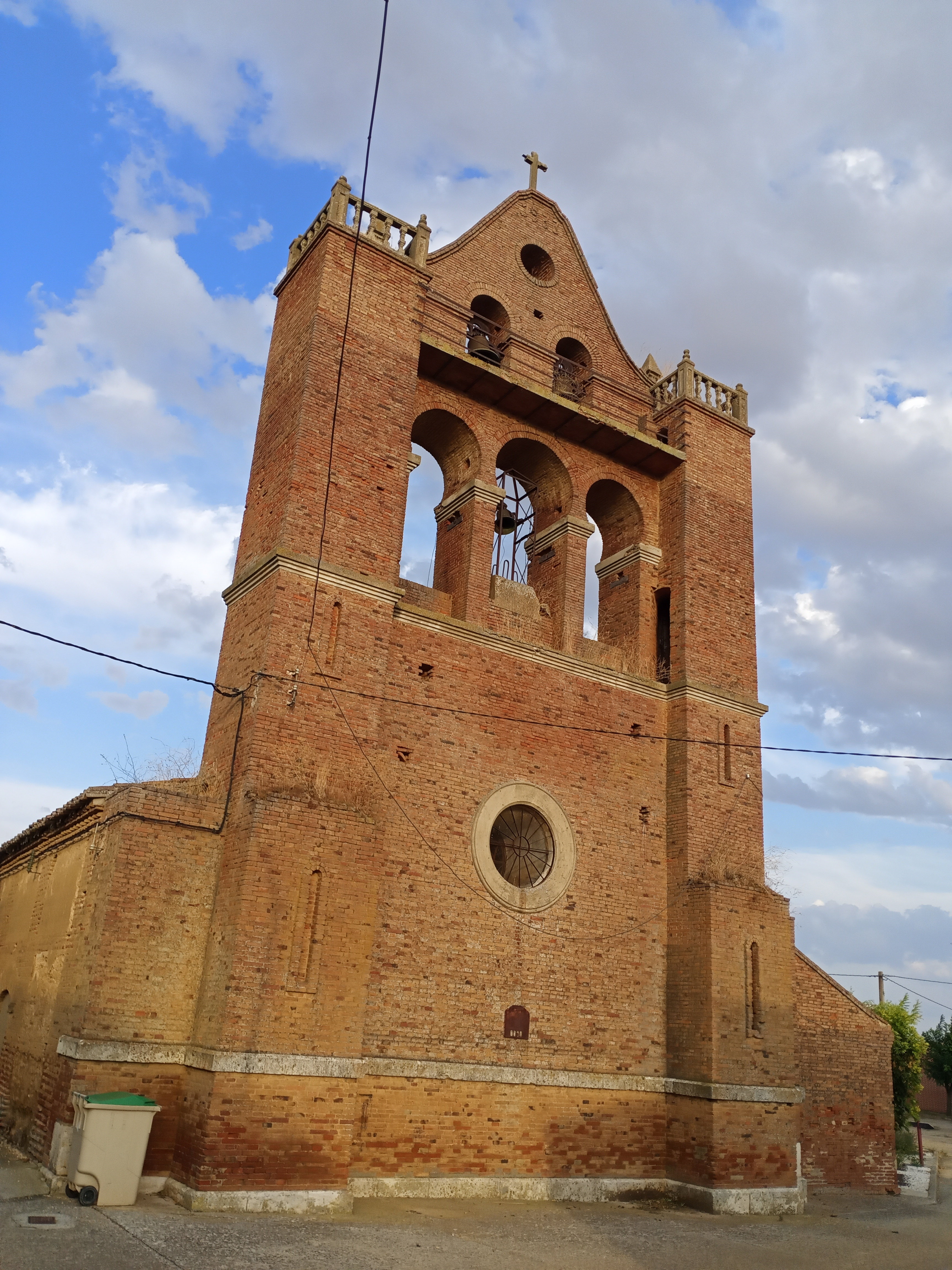
Espadaña de la iglesia

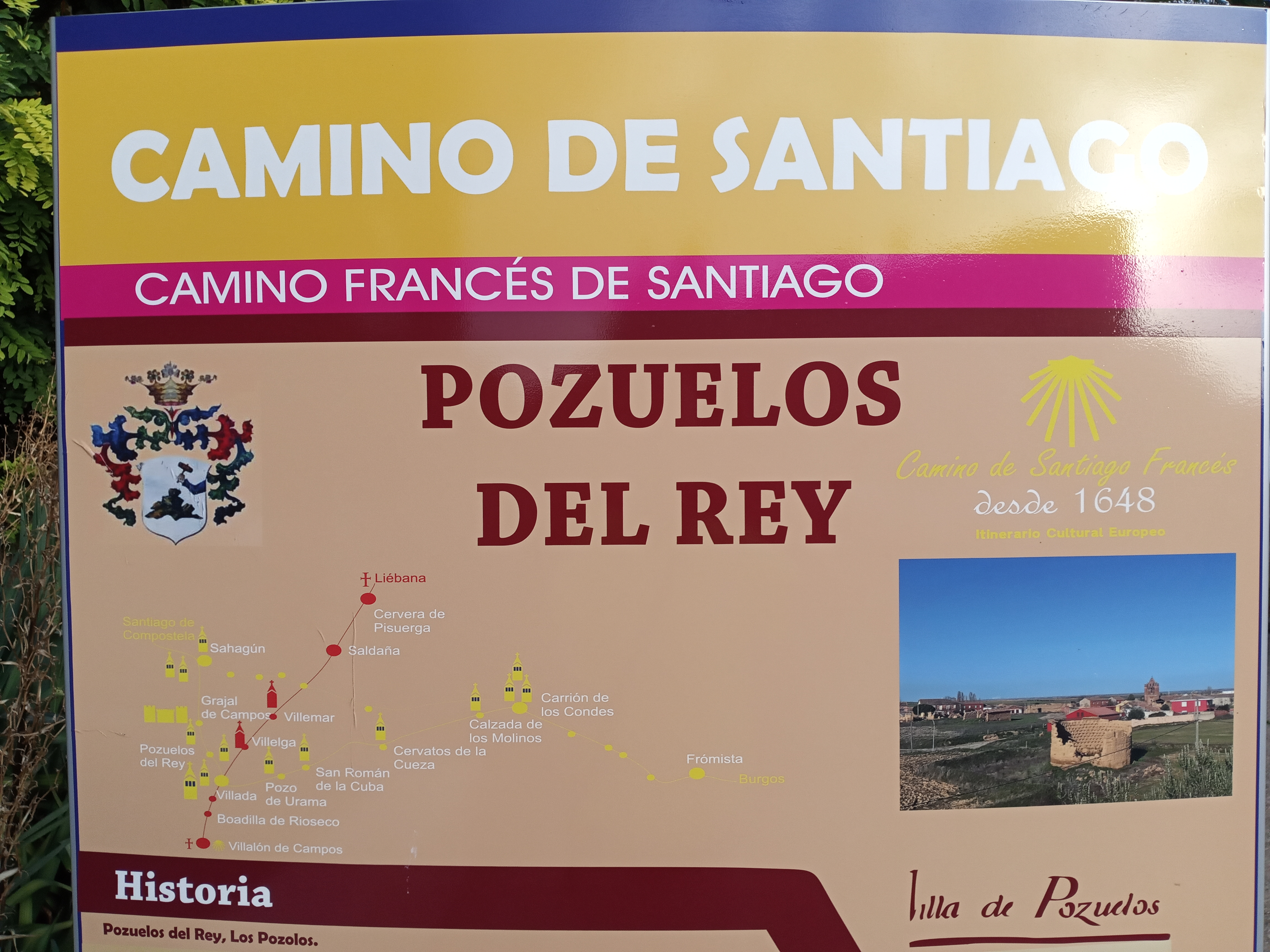
Panel informativo